# 鈴村景山
鈴村 景山（すずむら けいざん、生没年不詳）とは、江戸時代の名古屋の浮世絵師。

## 来歴
張月樵、後に山本蘭亭の門人。作画期は天保から慶応の頃にかけてで、嘉永のころ古渡町（名古屋市中区）東輪寺門前に住み浮世絵を描く。また山本蘭亭の跡を継ぎ大須観音山門の懸行灯を描いて好評を得た。門人に、後に土佐派に転向した日比野白圭がいる。